# Hanchinal, Jamkhandi
Hanchinal là một làng thuộc tehsil Jamkhandi, huyện Bagalkot, bang Karnataka, Ấn Độ.